# 백구초등학교
백구초등학교는 대한민국 전북특별자치도 김제시에 있는 공립 초등학교이다.

## 학교 연혁
- 1963. 11. 22	부용초등학교 백구분교 개교
- 1966. 03. 01	백구국민학교로 승격
- 1981. 03. 09	백구국민학교 병설유치원 개원
- 1996. 03. 01	백구초등학교로 개명
- 2013. 03. 01	제 17대 서인석 교장 부임
- 2014. 02. 13	제 47회 졸업 (총 졸업생 1,979명)
- 2014. 03. 01	6 학급 편성

## 참고 자료
- 백구초등학교 - 한국교육학술정보원 학교알리미